# 신학적 해석학
신학적 해석학(Theological hermeneutics)이란 신학의 한 분야이다. 일반적으로 이것은 신학 본문들, 특히 성경과 관련된 해석학을 말한다. 신학적 해석학은 알랙산드리아의 필론과 오리겐부터 시작되어 아우구스티누스와 토마스 아퀴나스의 4중적 의미의 해석을 지나서 종교 개혁가 마르틴 루터가 율법과 복음을 구별하고 그리스도 중심적 해석을 시도했으며 장 칼뱅과 같은 신학자는 해석에 있어서 간결성과 용이성의 방법(Brevitas et Facilitas), 성경을 성경으로 해석한 원리, 역사적 문법적 방법, 성령의 조명을 강조함으로써 본격적으로 사용되었다. 신학적 해석학은 해석의 요소가운데 역사적 문접적 해석학을 고려하면서 철학적 방법까지 응용하여 성경의 본문을 해석하는 것이다. 20세기 대표적인 신학자 바르트의 변증법적 해석이나 신약학자 루돌프 불트만의 실존적 해석학(비 신화화), 그리고 불트만 학파인 어네스트 푹스나 게하르트 에벨링과 같은 신 해석학파에 의해서 발전되고 있다.

## 기독교 해석학
성경해석학은 성경과 관련하여 해석 원리를 연구하는 것이다. 일반적으로 해석학의 한 분야이다.

## 같이 보기
- 성서 해석학
- 해석학적 신학
- 해석학 (철학)
- 신 해석학
- 간결성과 용이성
- 신학적 시학

## 참고 문헌
- 안명준외, 신학적 해석학 상, 하, 이컴비즈넷, 2009
- 한스 인아이헨, 철학적 해석학, 문예출판사, 1998